# Swoon (művész)
Caledonia Dance Curry (művésznevén Swoon (ejtsd: szvún [sʷuːn], angolul „ájulás”) (New London, Connecticut, 1977 –) festőművész, graffiti művész, street art művész.
Kezdetben kizárólag street art művészként volt ismert, különböző technikák ötvözésével hozza létre alkotásait. Jellemzően emberi alakokat, vagy portrékat készít, majd az életnagyságú, kinyomtatott és kivágott papírmasé figurákat búzaliszt csirizzel ragasztja fel. 2002-ben szerzett diplomát a brooklyni Pratt Institute Főiskolán képzőművészet szakon. 1999 körül kezdtek ismertté válni street art munkái és valamivel később nagy méretarányú installációi. 2005-ben ő volt a témája a róla elnevezett önálló kiállításnak, melyet Jeffrey Deitch rendezett. Swoon munkáit azóta már nagyobb múzeumokban is bemutatták: a Submerged Motherlands (Elsüllyedt anyaföldek) című önálló kiállítás, például 2014-ben a Brooklyn Múzeumban volt látható.

## Pályafutásának kezdete, tanulmányai

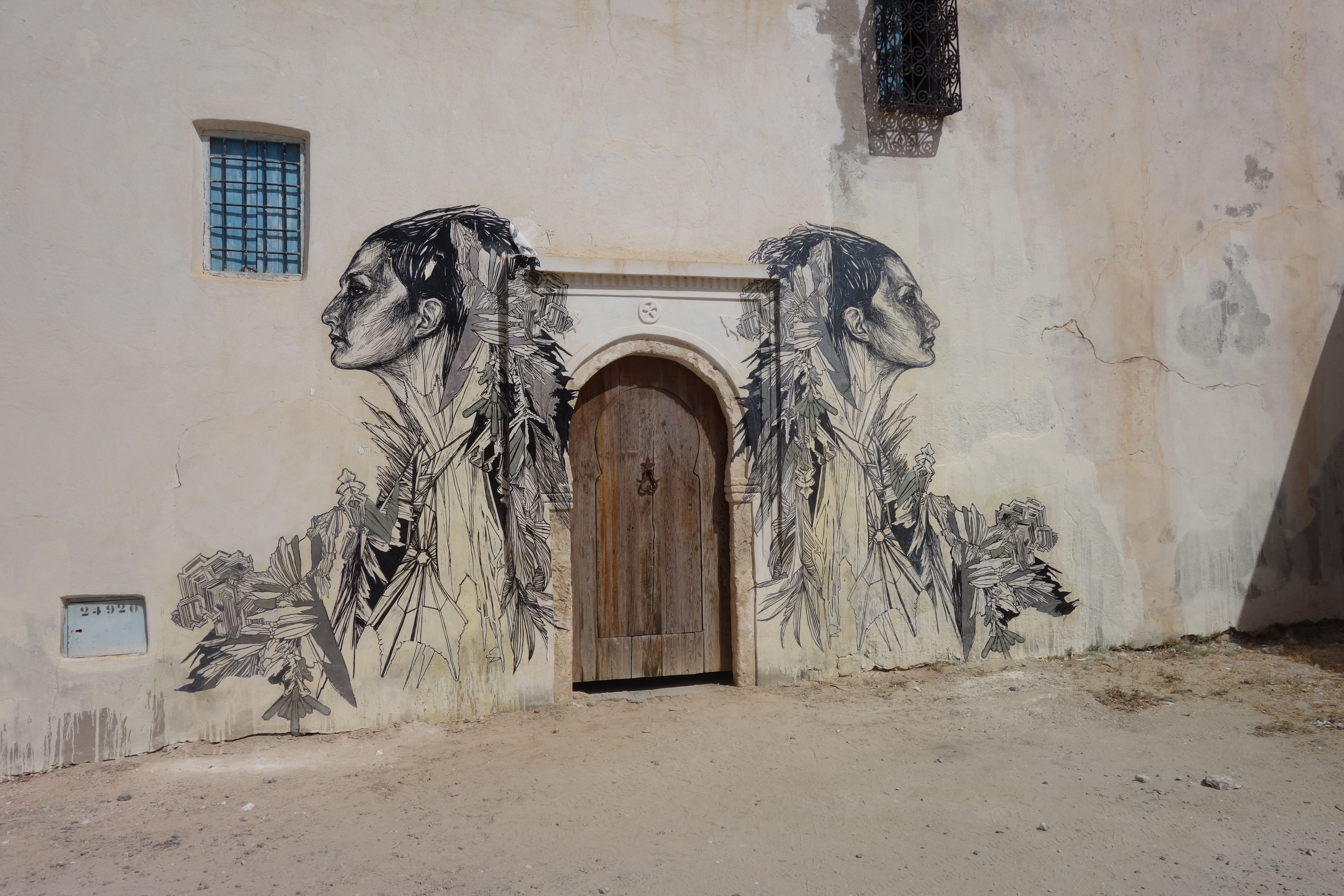
Swoon munkája, Djerbahood, Tunézia

Curry Connecticutban született, New Londonban; és Floridában, Dayton Beachen nevelkedett. Tizenkilenc éves korában költözött New Yorkba, Brooklyn Borough Park részébe, hogy festészetet tanuljon a Pratt Institute-on. Curry olyan New York-i csoportokhoz csatlakozott, mint például a Grub, amely ingyenes ételosztásokat szervez Brooklynban a rászorulók számára, valamint ő alapította a Toyshop egyesületet. Utóbbi olyan események megszervezéséről híres, mint az a felvonulás, melyen a szemétből készült hangszereken játszó, mintegy ötven embert számláló tömeg keresztül vonul a Lower East Side-on.

## Munkássága

### Falragaszok

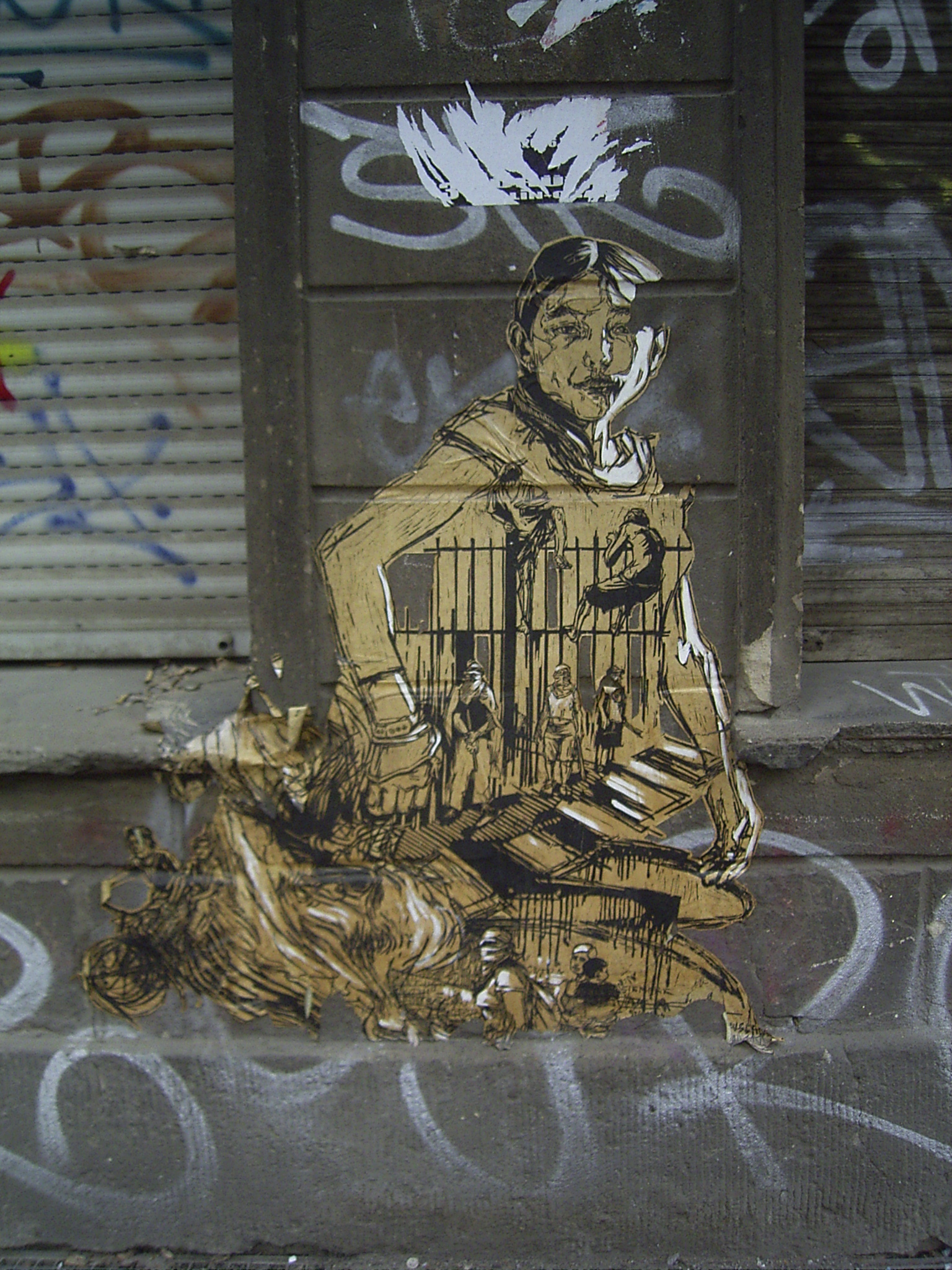
Swoon Berlinben

Swoon rendszerint embereket ábrázol, gyakran a barátait, vagy családtagjait festi meg, az ezekből a képekből készített papírkivágásokat ragasztja fel az utcákon, a világ különböző pontjain. Általában lakatlan helyeket választ, többnyire elhagyatott épületeket, hidakat, vészkijáratokat, víztornyokat és jelzőtáblákat díszítenek munkái.
Több hétig is eltart, amíg Curry a műtermében megfesti és kivágja az összes figurát, amikor végzett, darabokban szállítja el a művét az utcákra. Leginkább New York utcáin találkozhatunk falragaszaival. Búzaliszt csirizt használ, hogy a papírkivágásokat felragassza az épületek falára. Alkotásain a német expresszionista fametszetektől, az indonéz árnyjáték bábukig, sokféle, mind művészettörténeti, mind népművészeti hatás kimutatható.
Swoon 1999-ben kezdett street art művészként tevékenykedni. Ekkoriban a brooklyni Pratt Institute hallgatója volt, ahol képzőművészet szakra járt és festeni tanult. Ennek ellenére úgy érezte, hogy a jövője már előre el van rendezve, és a továbbiakban csak arról fog szólni az élete, hogy időnként fest néhány képet, melyek azután felkerülnek valamely galéria falára, vagy valakinek az otthonában a falra. Az alkotásai csak azok számára lesznek láthatóak, akik megengedhetik maguknak, hogy galériákba járjanak, vagy műalkotásokat vásároljanak. Curry szeretett volna a világ részévé válni. Ezt a vágyát úgy elégítette ki, hogy szó szerint kiragasztotta a munkáit az utcák falaira. Swoon elmondása szerint, fiatal nőként nem érezte magában a képességet, hogy változást idézzen elő. Egy kisméretű kép kiragasztásával, azonban, apró, de valódi változást hozott létre és a kép még másnap is ott volt a falon, amikor arra ment.
Swoon street art munkáinak többsége portré. Curry abban hisz, hogy az átélt tapasztalatok felhalmozódnak a testünkben és a portré képes ezeket az élményeket röntgensugárként kimutatni. Amikor embereket ábrázol, igyekszik elkapni jellemző tulajdonságaikat és dokumentálni azt, amit szeretetreméltónak talál bennük. Ez egy módja annak, hogy kapcsolatba lépjen a modellel. Azáltal, hogy kiviszi portréit az utcára, lehetővé teszi, hogy mások is szemtanúi legyenek ennek a viszonyulásnak és ők is ki tudják alakítani saját kapcsolatukat a műveivel.

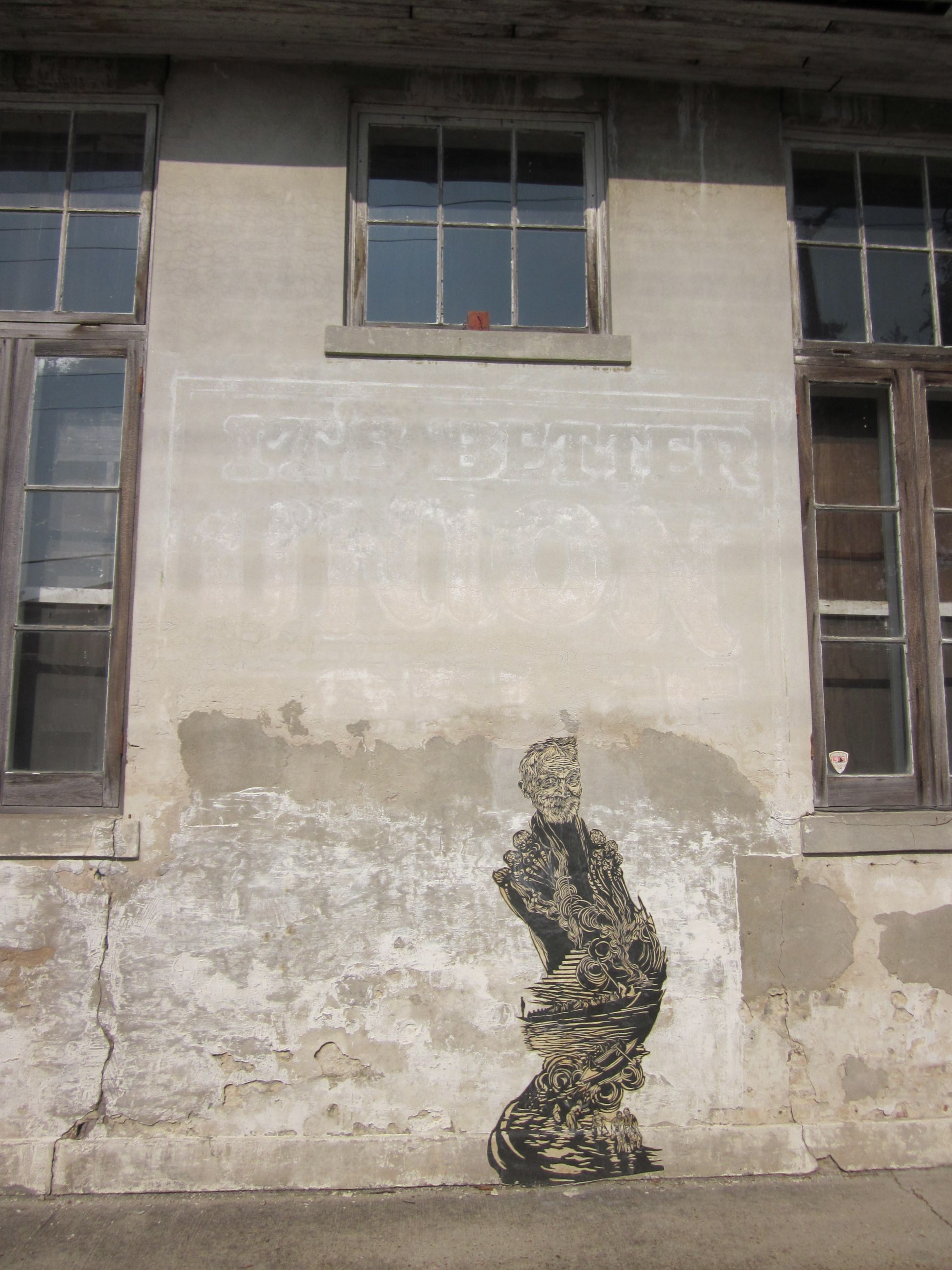
New Orleans, Swoon

Egy ilyen kapcsolat története, mint azt több interjúban is elmondta, éveken át vele maradt. Találkozott egy nővel, aki egy képről kérdezte, amelyet Swoon a közelben ragasztott fel. A nő elmondta, hogy egy mentálisan sérült férfi, aki azon a környéken lakik, úgy nevezi ezt a képet, hogy „A titok” és embereket kalauzol oda, hogy megmutassa nekik. A műalkotás egy különleges dologgá vált abban a közösségben. E történet hatására fogalmazódott meg Swoonban, hogy egy kis dolog is magában hordozhatja a kapcsolatteremtés lehetőségét, és hogy létezhet egy másik világ körülöttünk, amelynek megpillantásához csak nézőpontot kellene váltanunk. Swoon azóta is, minden műalkotásán keresztül ezt a gondolatot igyekszik kifejezésre juttatni. Az eredetileg két hónapra tervezett portrésorozat projekt, végül több, mint tíz évig tartott.
Swoon egyik leghíresebb munkája és egyben a művész névjegyévé vált stílus legjellemzőbb képviselője az újrahasznosított újságpapírból készített Anthropocene Extinction (Antropocén kihalás) című, élethű, emberi formákat ábrázoló műalkotás.
New York nagy hatással volt Swoon művészetére. Tetszettek neki a New York-i graffitik, a város rétegzettsége és az, ahogyan a New York-iak viszonyulnak a graffitikhez.Tetszett neki „a város természetes módon létrejövő kollázsa”, amelynek ő is része akart lenni. Az első képsorozatot pauszpapírra nyomtatta, hogy a falak színe és a képek színei egyaránt láthatóak legyenek. Nyomtatott képei igyekeznek életet lehelni az egyébként halott terekbe.

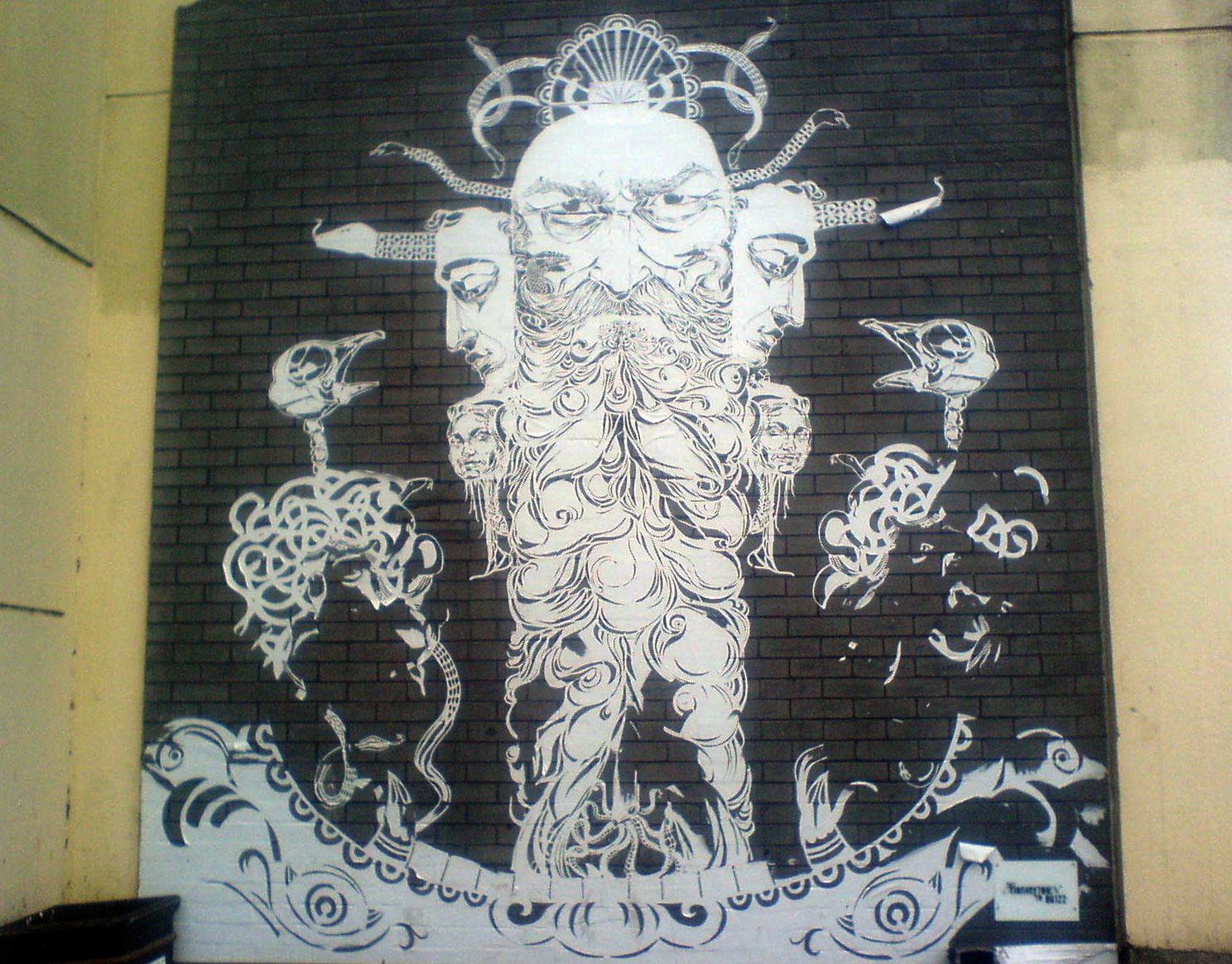
Falragasz graffiti Gatesheadben

### The Miss Rockaway Armada
Az Armada ötlete, Swoon elmondása szerint, egy barátjával, Harrison Bartlett-tel való beszélgetés során merült fel. Akkor már négy éve dolgoztak együtt és ez idő alatt Swoon számos vázlatot készített hajókról és vitorlásokról. Curry, még az Armada előtt, egy rövid ideig egy vitorláson lakott, az Amstel folyón, Hollandiában. Később azt nyilatkozta, hogy már akkor nagy hatással volt rá a hajók formája és a belőlük áradó erő.
Az Armada projekt résztvevői 2006-ban gyűltek össze New Yorkban, hogy a kikötőkben és építkezéseknél található eldobált faanyagokból, kiselejtezett hajókötelekből és egyéb hulladékokból megépítsék azt a három, egymással összekapcsolható szerkezetet, amellyel, azután hónapokig hajózhatnak a Mississippin. Az egyenként hat méter hosszú ponton hajók megépítéséhez mindent maguk a szervezők szereztek be, beleértve azt a két Volkswagen Rabbit dízelmotort is, amelyeket később biodízel motorokká alakítottak át. A tutajok alkatrészeit New Yorkban és Kaliforniában gyűjtötték össze, a három hajó végső összeszerelése Minneapolisban történt, útközben, azonban további négy tutajjal bővítették a hajókaravánt.
A The Miss Rockaway Armada 2006 nyarán indult útjára Minnesotából, fedélzetén a főként zenészekből és képzőművészekből álló, mintegy 30 fős csapattal. Az emeletes tutajok úgy voltak megépítve, hogy halcsontvázra hasonlítsanak, falaikat, körös-körül az Armada legénységét képező művészek alkotásai díszítették. A résztvevők célja, többek között a közlekedés és lakhatás szempontjából új, környezetbarát alternatívák kipróbálása és a Mississippi-mentén élő emberek életének és tapasztalatainak megismerése volt. Hajtotta őket a kalandvágy és az a késztetés, hogy egy időre kiszabadulhassanak a társadalmi kötöttségek alól. Főként a folyóparton élő emberek adományaiból tartották fenn magukat, 2007 telén egy étterem fogadta be hajóikat, Illinoisban. Az egyik tutaj fedélzetén volt egy Sztori bódé, amelyet 2006 nyarán állítottak fel a Mississippi partján, többek között Red Wing, Winona és La Crosse városokban, hogy a helyi lakosok a bódéba betérve megoszthassák élettörténetüket az Armada legénységével és rajtuk keresztül, még sok más emberrel. A folyóparton spontán összeverődött bámészkodókat a projekt résztvevői esti árnyjáték bemutatókkal, musical és operett előadásokkal szórakoztatták.
Az Armada 2007-ben érkezett meg célállomására, New Orleansba.

### A zeg-zugos tenger úszó városai

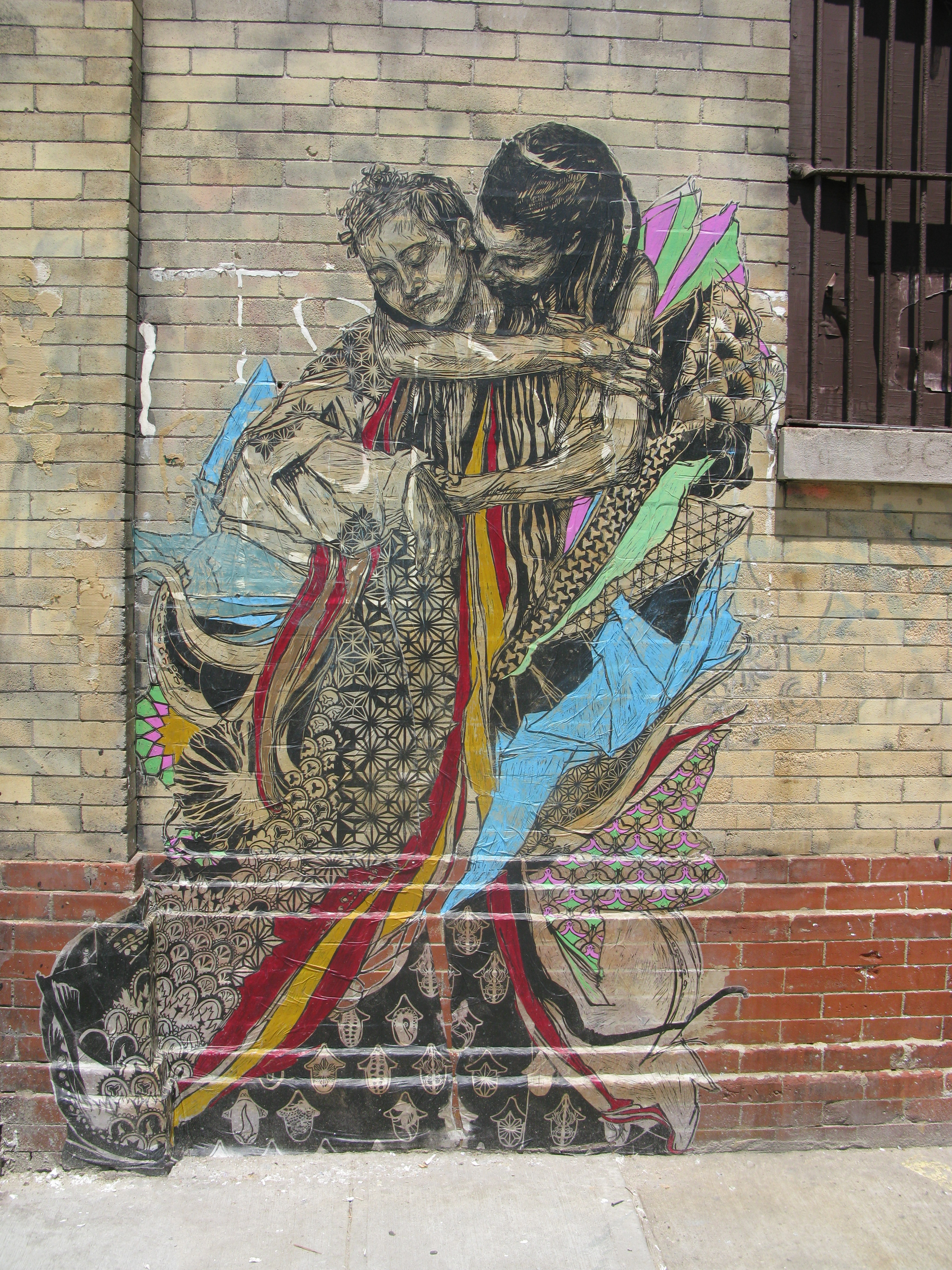
Switchback Sisters

A Swimming Cities of Switchback Sea (A zeg-zugos tenger úszó városai) cím két kiállítást foglalt magába, az egyik egy hét hajóból álló, három hétig tartó, performanszokkal és drámaelőadásokkal tarkított úszó bemutató volt, amely a Hudson folyón vonultatta fel Swoon alkotásait, a New York-i Troyból kiindulva, Manhattanen át egészen Long Island Cityig. A második kiállítás, ugyan ezzel a címmel 2008 szeptemberében vette kezdetét, a Deitch Studiosban, amikor a hajók megérkeztek Swoon mentorának, Jeffrey Deitchnek queensi galériájához.
A hajóraj legénysége, köztük olyan zenészek, mint például a Sxip Shirey, vagy a Dark Dark Dark együttes tagjai, részt vett a hajók összeállításában és szerepelt a szintén velük utazó Lisa D’Amour írónő által rögtönzött színdarabban. A főként eldobált faanyagokból épült vízi járművek között volt motoros meghajtású tutaj, szkiff és lapátkerekes gőzhajó is. Valamennyit Swoon rajzai díszítették: az azóta már falragaszként is felbukkanó, egymást átölelő testvérpár, a Switchback Sisters, vagy a hajókat oltalmazó óriásnő papírmasé szobra szintén szerepelt a bemutatott alkotások között.

### Serenissima úszó városai

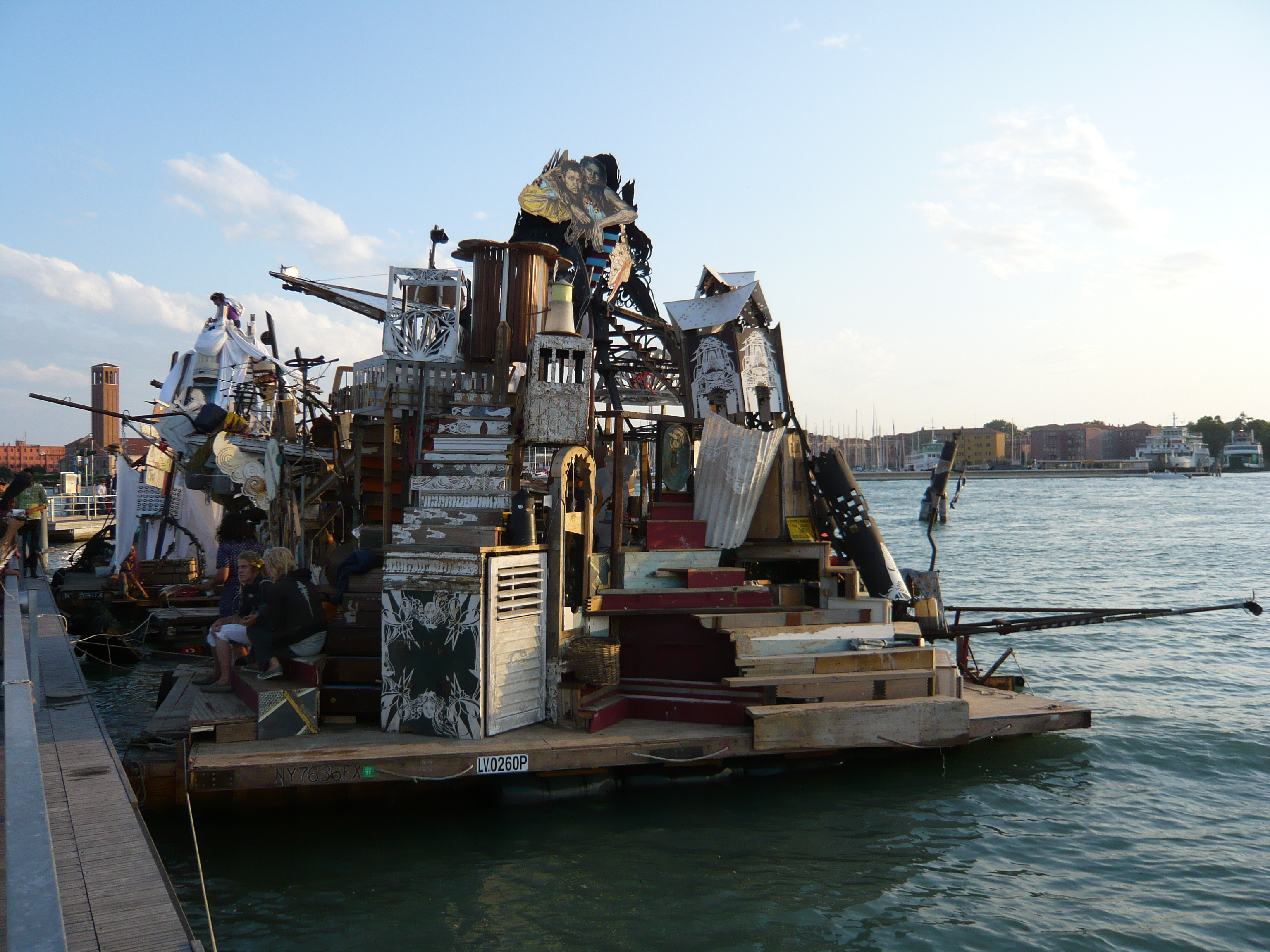
Serenissima úszó városai

2009-ben Swoon egy harmincfős csapat tagjaként vett részt a Velencei Biennálén, egy olyan, Swimming Cities of Serenissimának (Serenissima úszó városai) nevezett performansz keretében, mint amilyen például, a The Miss Rockaway Armada, vagy a Swimming Cities of the Switchback Sea. A csapat Szlovéniából indult, New York-i konténerekből kiszedett szemétből épített tutajokon, illetve, volt egy tutaj, amelyet a szlovén partoknál talált, szétdobált szemétből készítettek. A tutajok fedélzetén étkezésre, főzésre és alvásra kialakított részek is voltak. A szlovén vámtisztek, először feltartóztatták a New Yorkból érkező konténereket, hogy átvizsgálják őket, mert nem hitték el, hogy azok tényleg csak szemetet tartalmaznak. A tutajkaraván többször is kikötött Szlovénia és Velence között, hogy Swoon és társai találkozhassanak a helyi lakosokkal, hogy műalkotásokat gyűjtsenek, amelyeket kiállíthatnak az egyik tutaj fedélzetén lévő Ritkaságok kiállítótermében, valamint azért is, hogy felkészüljenek a The Clutches of Cuckoo (Egy fészekalja kakukktojás) performanszra, amelyet a La Certosa-szigetnél mutattak be. Egy alkalommal, hajnali három órakor, a Canal Grandén tartottak előadást. Amikor elfogyott a pénzük, a konténereket használták szállásnak. A tutajok legénységét különböző művészek, aktivisták és zenészek alkották. Többek között a csapat tagja volt, a Black Label Bike Clubnak nevezett anarchista biciklis művészcsoport, Chicken John, Irish Lasson és Arielle Bier.

### Knobit menedék
Knobit Shelter (Knobit menedék) a neve annak a fenntartható forrásból gazdálkodó építési tervnek, melynek megvalósítása 2010-ben vette kezdetét és amelynek célja, hogy szakértelem és anyagi források megosztása révén új lakóházak és közösségi terek épüljenek a földrengés sújtotta Haitin. Egy művészekből, építőmunkásokból, építészekből és mérnökökből álló csapat dolgozik azon, hogy tartós és kreatívan kivitelezett épületek jöjjenek létre a Super Adobe által alkalmazott technikával, melynek alapja a vályogtégla felhasználásával kialakított boltíves szerkezet. Az építők olcsó és helyben fellelhető anyagokat használnak, amelyek a földrengéseknek, a hurrikánoknak, árvizeknek és a tűzvészeknek is ellenállnak. Ez a technika a lehető legkevesebb faanyag-felhasználásra törekszik, a fakitermelésre alkalmas erdők megfogyatkozása miatt, ugyanis, ez az építési anyag felbecsülhetetlenül értékes Haitin. 2010 decemberéig egy művelődési ház és egy lakóház készült el a programnak köszönhetően.

### Transformazium
Swoon tagja a Transformazium művészközösség, amely ismeretterjesztő előadásokon való részvételt tesz lehetővé. Törekvésük középpontjában Braddock (Pennsylvania) elhagyatott városrészeinek újratervezése, valamint a rendelkezésre álló erőforrások kreatív felhasználása áll.

### The Heliotrope Foundation
Curry 2015-ben hozta létre a The Heliotrope Foundationnek nevezett nonprofit szervezetet, melynek célja, a Haitin, New Orleansban és Észak-Braddockban (Pennsylvania) folyamatban lévő közösségi szervezésű projektek támogatása.

## Művésznév
Curry kezdetben nem használt semmilyen álnevet alkotásai beazonosítására, eleinte anonim street art művészként dolgozott. A Swoon név úgy merült fel, hogy a srác, akivel akkoriban járt, egyszer azt álmodta, hogy Curryvel graffitiket készítenek, majd elfutnak a rendőrök elől. A fiú álmában Curry az ájulás (angolul: swoon) szót írta az épületek falára. Curry ezt jó ötletnek találta és ez után kezdte a Swoon nevet használni saját munkái megjelölésére. Pár évvel később, már kezdett Swoonként ismertté válni. Vicces volt számára, hogy kezdetben mindenki férfinek hitte. „Az emberek alig várták, hogy az a »Swoon srác« az ő környéküket is kidekorálja.”

## Kiállítások
Swoon 2005-ben kezdett nagyméretarányú installációkat készíteni. Ugyanebben az évben kezdte gyűjteni munkáit a New York-i Modern Művészeti Múzeum. A Thalassza istennőt ábrázoló helyspecifikus installációja 2011-ben a New Orleans-i Művészeti Múzeum átriumában; 2017 márciusában, pedig a Detroiti Művészeti Intézetében volt látható. 2011 decemberében volt az első önálló kiállítása Londonban, ahol a Black Rat Projects kiállitótermét töltötték meg szobrai és papírból kivágott alkotásai. 2014-ben a Brooklyn Múzeumban volt látható Submerged Motherlands (Elsüllyedt anyaföldek) című kiállítása. Swoon alkotásai 2016-ban a brüsszeli MIMA múzeum City lights kiállításán voltak láthatóak.
Önálló kiállításainak listája:
| Kiállító intézmény neve, helyszín                | Ország        | A kiállítás címe                                                                  | Év          |
| ------------------------------------------------ | ------------- | --------------------------------------------------------------------------------- | ----------- |
| Art Basel Miami Beach, FL                        | USA           | Swoon                                                                             | 2005        |
| 76 Grand Street, New York, NY                    | USA           | SWOON - Deitch Projects                                                           | 2005        |
| Modern Művészeti Múzeum (MoMA), New York, NY     | USA           | Swoon                                                                             | 2006        |
| Brooklyn Múzeum, New York, NY                    | USA           | Swoon                                                                             | 2006        |
| New Image Art Gallery, West Hollywood, CA        | USA           | Drown Your Boats (Süllyeszd el a csónakjaidat!)                                   | 2008        |
| 76 Grand Street, New York, NY                    | USA           | Swoon, Swimming Cities of Switchback Sea - Deitch Projects                        | 2008        |
| Deitch Studios, New York, NY                     | USA           | Swoon, Swimming Cities of Switchback Sea (Swoon, A zeg-zugos tenger úszó városai) | 2008        |
| Anonymous Gallery, New York, NY                  | USA           | Pankabestia: Punk Beasts of the Swimming Cities of Serenissima                    | 2009        |
| Galerie L.J., Párizs                             | Franciaország | Fata Morgana (Délibáb)                                                            | 2010        |
| Bruno David Gallery (East Wall), Saint Louis, MO | USA           | Ben                                                                               | 2011        |
| Institute of Contemporary Art (ICA), Boston, MA  | USA           | Anthropocene Extinction (Antropocén kihalás)                                      | 2011        |
| Metro Gallery, Melbourne                         | Ausztrália    | Thekla                                                                            | 2011        |
| Black Rat Projects, London                       | Anglia        | Murmuration (Morajlás)                                                            | 2011        |
| SNOW Contemporary (XYZ Collective), Tokió        | Japán         | Honeycomb (Méhsejt)                                                               | 2012        |
| Galerie L.J., Párizs                             | Franciaország | Motherlands (Anyaföldek)                                                          | 2013        |
| Brooklyn Múzeum, New York, NY                    | USA           | Submerged Motherlands (Elsüllyedt anyaföldek)                                     | 2014        |
| Chandran Gallery, San Francisco, CA              | USA           | Swoon                                                                             | 2015        |
| Library Street Collective, Detroit, MI           | USA           | The Light After                                                                   | 2016        |
| Allouche Gallery, New York, NY                   | USA           | To Accompany Something Invisible (Elkísérni valamit, ami láthatatlan)             | 2017        |
| Skissernas Museum, Lund                          | Svédország    | Haven (Kikötő/Menedékhely)                                                        | 2018 – 2017 |

## Díjak, Ösztöndíjak, Tagság
- 2002-ben a brooklyni székhelyű Swoon Union pályázata nyerte el az Evolutionaere-Zellen „Társadalmi perspektívák” kategóriában indított 1000 eurós támogatással járó díjak egyikét.[48][49]
- A Lambent Alapítvány (Tides Center), Ösztöndíj a művészetben programjában harmincegy New York-i művész részesült az összesen 21 000 dolláros ösztöndíjból, köztük Caledonia „Swoon” Curry (2007).[50]
- A Rockefeller Alapítvány Kulturális Innovációs Alapjának segítségével[27] a Creative Time Global Residency Grant Program hat New York-i művész számára tette lehetővé, hogy távoli országokba utazzon. Curry 2010-ben Haitira utazott, hogy Port-au-Prince-ben és Bigonesben részt vegyen a földrengés okozta károk helyreállításában és az új épületek megtervezésében.[51]
- Curry 2011-ben vette át a Southern Graphics Council (SGC) „Elkötelezettség a Közösségért” díját, St. Louisban.[52]
- A Kiváló Növendék Program keretében a New York Alapítvány a Művészetért (NYFA) 2013-ban „Építészet, Környezeti struktúrák és Dizájn” kategóriában Swoont tagjai közé választotta, a Haitin végzett munkájáért.[53][54]
- 2017-ben Swoon felvételt nyert a Rauschenberg Alapítvány által létrehozott művésztelep alkotói közé, ahova várhatóan 2018 márciusában fog beköltözni.[55]

## Videók listája
- ↑ Videó 1:  TEDxBrooklyn- Callie Curry aka Swoon. YouTube, 2010. december 24. (Hozzáférés: 2017. december 27.)
- ↑ Videó 2:  Walrus TV Artist Feature: Swoon Interview from ‘The Run Up’. YouTube, 2009. május 27. (Hozzáférés: 2017. december 27.)
- ↑ Videó 3:  Street Art, Off Book, PBS. YouTube, 2011. szeptember 27. (Hozzáférés: 2017. december 27.)
- ↑ Videó 4:  Mississippi Junk Boat. YouTube, 2008. január 22. (Hozzáférés: 2017. december 27.)
- ↑ Videó 5:  The Swimming Cities of Switchback Sea - Photos by Tod Seelie. YouTube, 2009. február 5. (Hozzáférés: 2017. december 27.)
- ↑ Videó 6:  Swimming Cities by Swoon. YouTube, 2008. október 13. (Hozzáférés: 2017. december 27.)
- ↑ Videó 7:  Swimming Cities of Serenissima Revised. vimeo, 2011. február 2. (Hozzáférés: 2017. december 27.)
- ↑ Videó 8:  Swoon's Konbit Shelter - Art in the Streets - MOCAtv Ep. 7. YouTube, 2012. november 22. (Hozzáférés: 2017. december 27.)
- ↑ Videó 9:  Swoon @ Black Rat Projects - London - december 2011. YouTube, 2011. december 11. (Hozzáférés: 2017. december 27.)
- ↑ Videó 10:  Swoon : Fata Morgana @ Gallerie L.J. ( Paris). dailymotion, 2010 (Hozzáférés: 2017. szeptember 18.)

## Fordítás
Ez a szócikk részben vagy egészben  a   Swoon (artist) című angol Wikipédia-szócikk ezen változatának fordításán alapul.  Az eredeti cikk szerkesztőit annak laptörténete sorolja fel. Ez a jelzés csupán a megfogalmazás eredetét és a szerzői jogokat jelzi, nem szolgál a cikkben szereplő információk forrásmegjelöléseként.

## Cikkek, Interjúk
- Aug. 18, 2008 NY Times article
- July 9, 2004 NY Times article
- Interview with The Morning News (online magazine)|The Morning News
- Sadie Magazine interview
- Gammablog interview
- KultureFlash interview
- Rising Artist in Curbs and Stoops
- October 10, 2008 "Swimming Cities of Switchback Sea", Scribe Media video
- November 2008, "A Two Way Street", ARTNEWS
- Interview  with The Huffington Post
- interview with Swoon about the Portrait of Silvia Elena at Honey Space, New York
- Article and Interview in Time Out London, November 25, 2011

## Média
- Swoon as herself, Inside Outside, 2005
- Swoon as herself, Our City Dreams, Chiara Clemente, 2009
- Swoon as herself, Kijárat az ajándékbolton át, Banksy, 2010